# I Love Youのうた
『I Love Youのうた』（アイラブユーのうた）は、椎名慶治が2011年12月7日にリリースした、1枚目のシングルである。

## 概要
椎名慶治のソロデビュー後、初のシングル作品。LIVE DVD『椎名慶治1st Solo Live「RABBIT-MAN」』同時リリースされた。表題曲の「I Love Youのうた」は、ストレートなラブソングで、“さまざまな人々が「I Love You」を伝えていく”というコンセプトのミュージックビデオでは、椎名の七変化を見ることが出来る。カップリング曲の「疑似パラドックス」は、元JUDY AND MARYのTAKUYAが作曲を担当している。

## 収録曲
1. I Love Youのうた
作詞:椎名慶治、作曲:椎名慶治・山口寛雄
アルバム『S』とミニアルバムの『I & key EN』にも収録されている
2. 疑似パラドックス
作詞:椎名慶治、作曲:TAKUYA
3. Pussy Cat
作詞:椎名慶治、作曲:椎名慶治・山口寛雄
4. ハッピーロンリーライフ
作詞:椎名慶治、作曲:椎名慶治・山口寛雄
アルバム『S』収録曲